# Бело поле (община Долнени)
Вижте пояснителната страница за други значения на Бело поле.
Бело поле (изписване до 1945 година: Бѣло поле; на македонска литературна норма: Бело Поле) е село в община Долнени на Северна Македония.

## География
Разположено е в Прилепското поле, югозападно от центъра на общината Долнени и северозападно от град Прилеп.

## История
В землището на Бело поле в местността Висои има селище от бронзовата и късноантичната епоха, в местността Марков чардак има селище от елинистическата, късноантичната и средновековната епоха с остатъци от градежи на къщи и цистерни, в местностите До селото и Чачорица има римски селища, в местността Свети Никола има находки от римско време, а в местността Манастирище има останки от средновековна църква.
В XIX век Бело поле е село в Прилепска каза на Османската империя. В „Етнография на вилаетите Адрианопол, Монастир и Салоника“, издадена в Константинопол в 1878 година и отразяваща статистиката на населението от 1873 година Бело поле (Bélopolé) е посочено като село с 21 домакинства и 94 жители българи.
Според статистиката на Васил Кънчов („Македония. Етнография и статистика“) от 1900 година селото е населявано от 150 жители българи християни.
На Етнографската карта на Битолския вилает на Картографския институт в София от 1901 година Бело поле е чисто българско село в Прилепската каза на Битолския санджак със 17 къщи.
В началото на XX век българите в селото са под върховенството на Българската екзархия. По данни на секретаря на екзархията Димитър Мишев („La Macédoine et sa Population Chrétienne“) в 1905 година в Бело поле (Belo-Polé) има 120 българи екзархисти.
При избухването на Балканската война пет души от Бело поле са доброволци в Македоно-одринското опълчение.
Църквата „Свети Никола“ в Бело поле е изписана в 1914 година.

## Личности
Родени в Бело поле
- Иван Мандев, доброволец в четата на Георги Бабаджанов през Сръбско-българската война в 1885 година[8]
- Темелко Нешков (1928 – 2013), български общественик